# Phago
Phago is een geslacht van straalvinnige vissen uit de familie van de hoogrugzalmen (Distichodontidae).

## Soorten
- Phago boulengeri Schilthuis, 1891
- Phago intermedius Boulenger, 1899
- Phago loricatus Günther, 1865